# Чемпионат СССР по хоккею с мячом 1964/1965
17-й чемпионат СССР по хоккею с мячом проходил с 29 ноября 1964 года по 12 марта 1965 года. 
По сравнению с предыдущим чемпионатом количество команд высшей лиги было сокращено на 4. В чемпионате участвовали 12 команд. Сыграно 132 матчей, в них забито 509 мячей.
Чемпионом СССР в третий раз подряд стала команда «Динамо» (Москва).

## Первая группа класса "А"
| М  | Команда                            | 1        | 2       | 3       | 4        | 5       | 6       | 7       | 8       | 9       | 10      | 11      | 12       | В  | Н | П  | Мячи           | О  |
| -- | ---------------------------------- | -------- | ------- | ------- | -------- | ------- | ------- | ------- | ------- | ------- | ------- | ------- | -------- | -- | - | -- | -------------- | -- |
| 1  | «Динамо» (Москва)                  |          | 3:7 4:0 | 4:0 4:2 | 10:0 4:2 | 3:1 3:1 | 7:2 3:2 | 3:1 1:1 | 4:1 3:1 | 7:2 6:2 | 8:0 0:0 | 2:1 3:1 | 10:3 4:1 | 19 | 2 | 1  | 96 - 31 = + 65 | 39 |
| 2  | СКА (Свердловск)                   | 0:4 7:3  |         | 3:0 1:1 | 7:0 2:1  | 7:2 1:2 | 5:2 1:1 | 2:1 1:2 | 6:1 5:1 | 7:0 7:3 | 5:1 1:2 | 4:2 4:1 | 6:2 1:1  | 15 | 3 | 4  | 83 - 33 = + 50 | 33 |
| 3  | СКА (Хабаровск)                    | 2:4 0:4  | 1:1 0:3 |         | 2:0 1:1  | 4:1 1:4 | 2:0 2:0 | 0:0 2:3 | 3:0 3:3 | 1:0 5:5 | 3:1 1:3 | 4:0 1:1 | 3:0 3:2  | 10 | 6 | 6  | 44 - 36 = + 8  | 26 |
| 4  | «Водник» (Архангельск)             | 2:4 0:10 | 1:2 0:7 | 1:1 0:2 |          | 1:1 3:1 | 1:1 1:0 | 3:1 2:2 | 2:1 0:1 | 4:1 3:4 | 3:1 0:1 | 3:1 3:1 | 1:1 3:0  | 9  | 5 | 8  | 37 - 44 = - 7  | 23 |
| 5  | «Фили» (Москва)                    | 1:3 1:3  | 2:1 2:7 | 4:1 1:4 | 1:3 1:1  |         | 1:2 1:0 | 1:2 1:1 | 2:1 0:1 | 3:3 0:0 | 5:0 1:1 | 3:2 2:2 | 4:1 5:3  | 8  | 6 | 8  | 42 - 42 = 0    | 22 |
| 6  | «Уральский трубник» (Первоуральск) | 2:3 2:7  | 1:1 2:5 | 0:2 0:2 | 0:1 1:1  | 0:1 2:1 |         | 2:0 1:2 | 1:2 2:1 | 0:0 1:0 | 3:2 1:0 | 4:0 0:2 | 2:1 1:1  | 8  | 4 | 10 | 28 - 35 = - 7  | 20 |
| 7  | «Локомотив» (Иркутск)              | 1:1 1:3  | 2:1 1:2 | 3:2 0:0 | 2:2 1:3  | 1:1 2:1 | 2:1 0:2 |         | 2:5 2:2 | 4:1 0:1 | 2:2 0:1 | 1:0 0:1 | 4:0 0:3  | 7  | 6 | 9  | 31 - 35 = - 4  | 20 |
| 8  | «Динамо» (Ленинград)               | 1:3 1:4  | 1:5 1:6 | 3:3 0:3 | 1:0 1:2  | 1:0 1:2 | 1:2 2:1 | 2:2 5:2 |         | 2:0 1:2 | 2:1 0:0 | 0:1 0:0 | 3:1 3:3  | 7  | 5 | 10 | 32 - 43 = - 11 | 19 |
| 9  | «Труд» (Курск)                     | 2:6 2:7  | 3:7 0:7 | 5:5 0:1 | 4:3 1:4  | 0:0 3:3 | 0:1 0:0 | 1:0 1:4 | 2:1 0:2 |         | 2:0 2:4 | 1:0 0:0 | 2:1 1:1  | 6  | 6 | 10 | 32 - 57 = - 25 | 18 |
| 10 | «Динамо» (Алма-Ата)                | 0:0 0:8  | 2:1 1:5 | 3:1 1:3 | 1:0 1:3  | 1:1 0:5 | 0:1 2:3 | 1:0 2:2 | 0:0 1:2 | 4:2 0:2 |         | 1:1 0:2 | 3:2 1:2  | 6  | 5 | 11 | 25 - 46 = - 21 | 17 |
| 11 | «Шахтёр» (Кемерово)                | 1:3 1:2  | 1:4 2:4 | 1:1 0:4 | 1:3 1:3  | 2:2 2:3 | 2:0 0:4 | 1:0 0:1 | 0:0 1:0 | 0:0 0:1 | 2:0 1:1 |         | 4:2 0:5  | 5  | 5 | 12 | 23 - 43 = - 20 | 15 |
| 12 | «Волга» (Ульяновск)                | 1:4 3:10 | 1:1 2:6 | 2:3 0:3 | 0:3 1:1  | 3:5 1:4 | 1:1 1:2 | 3:0 0:4 | 3:3 1:3 | 1:1 1:2 | 2:1 2:3 | 5:0 2:4 |          | 3  | 5 | 14 | 36 - 64 = - 28 | 11 |

1. В верхних строках таблицы приведены результаты домашних матчей, а в нижних-результаты игр на выезде.
2. Матч «Динамо» (Ленинград) — «Динамо» (Москва) из-за погодных условий состоялся в Архангельске.

## Итоговая таблица чемпионата
| Команда                               | И  | В  | Н | П  | М     | О  |
| ------------------------------------- | -- | -- | - | -- | ----- | -- |
| 1. «Динамо» (Москва)                  | 22 | 19 | 2 | 1  | 96:31 | 39 |
| 2. СКА (Свердловск)                   | 22 | 15 | 3 | 4  | 83:33 | 33 |
| 3. СКА (Хабаровск)                    | 22 | 10 | 6 | 6  | 44:36 | 26 |
| 4. «Водник» (Архангельск)             | 22 | 9  | 5 | 8  | 37:44 | 23 |
| 5. «Фили»(Москва)                     | 22 | 8  | 6 | 8  | 42:42 | 22 |
| 6. «Уральский трубник» (Первоуральск) | 22 | 8  | 4 | 10 | 28:35 | 20 |
| 7. «Локомотив» (Иркутск)              | 22 | 7  | 6 | 9  | 31:35 | 20 |
| 8. «Динамо» (Ленинград)               | 22 | 7  | 5 | 10 | 32:43 | 19 |
| 9. «Труд» (Курск)                     | 22 | 6  | 6 | 10 | 32:57 | 18 |
| 10. «Динамо» (Алма-Ата)               | 22 | 6  | 5 | 11 | 25:46 | 17 |
| 11. «Шахтёр» (Кемерово)               | 22 | 5  | 5 | 12 | 23:43 | 15 |
| 12. «Волга» (Ульяновск)               | 22 | 3  | 5 | 14 | 36:64 | 11 |

## Составы команд и авторы забитых мячей
Чемпионы СССР
- 1. «Динамо» (Москва) (17 игроков): Анатолий Мельников (22; −21), Юрий Шальнов (12; −10) — Евгений Герасимов (20; 2), Виталий Данилов (19; 0), Александр Луппов (18; 0), Олег Горбунов (17; 1), Дмитрий Морозов (3; 0), Юрий Афанасьев (21; 0), Юрий Шорин (21; 5), Альберт Вологжанников (18; 4), Вячеслав Соловьёв (15; 4), Александр Зайцев (11; 0), Вячеслав Дорофеев (21; 15), Евгений Папугин (21; 28), Михаил Осинцев (20; 19), Валерий Маслов (15; 14), Анатолий Мосягин (10; 3). 1 мяч в свои ворота забил Виталий Симонов СКА (Свердловск).

Серебряные призёры
- 2. СКА (Свердловск) (17 игроков): Леонард Мухаметзянов (13), Анатолий Лутков (20) — Юрий Коротков, Виталий Симонов (21; 2), Геннадий Сурков (21; 0), Олег Суставов (19; 0), Виктор Шеховцов, Николай Дураков (22; 23), Владимир Игумнов (12; 2), Игорь Малахов (19; 1), Валентин Хардин (20; 2), Валентин Атаманычев (22; 11), Юрий Варзин  (21; 14), Александр Измоденов (22; 19), Герман Инишев (13; 3), Евгений Кирсанов (18; 6). В составе команды выступал также Виктор Шмарков (3; 0).

Бронзовые призёры
- 3. СКА (Хабаровск) (17 игроков): Виктор Киященко (7), Александр Титов (20) — Олег Биктогиров (21; 0), Валентин Васильчуков (16; 0), Хасан Зелендинов (18; 4), Александр Пузырёв (7; 0), Виктор Рыбин (21; 0), Николай Перфильев (21; 3), Владислав Помазкин (18; 0), Анатолий Пульков (19; 5), Антанас Толжунас (12; 1), Михаил Девишев (19; 7), Владимир Ивашин (20; 4), Юрий Лизавин (19; 3), Владимир Ордин (21; 4), Анатолий Фролов (22; 13), Михаил Ханин  (5; 0).

- 4. «Водник» (Архангельск) (16 игроков): Виталий Сандул (22), Владимир Трушев (2) — Владислав Бровин (12; 0), Фёдор Ваенский (20; 0), Сергей Васильев (20; 3), Виктор Грайм (15; 1), Август Кармакулов (6; 0), Вячеслав Малахов (21; 6), Владимир Марков (18; 0), Леонид Марков (21; 10), Борис Морозов (11; 0), Николай Парфёнов (21; 0), Владимир Потапов (21; 7), Валентин Сташевский (18; 0), Александр Сухондяевский (21; 9), Евгений Юшманов (19; 1).

- 5. «Фили» (Москва) (18 игроков): Николай Сафран, Александр Фомкин — Анатолий Бочкарёв (10), Геннадий Водянов (3), Анатолий Вязанкин, Игорь Жуков (2), Леонид Кондратьев (1), Вячеслав Кострюков (1), Генрих Кривоусов, Константин Крюков (3), Г. Майоров (2), Евгений Манкос (12), Владимир Полковников (2), Анатолий Сягин (3), Лев Табаков, Михаил Туркин (3), Борис Умрихин, Олег Шварёв.

- . 6. «Уральский трубник» (Первоуральск) (17 игроков): Леонид Козлачков — Яков Апельганец (2), Николай Бубнов, Борис Геруло, Владимир Дементьев, Евгений Измоденов (3), Пётр Кадочигов, Иван Кияйкин (2), Вольдемар Май (7), Виктор Минаев (1), Владимир Мозговой, Юрий Новиков, Леонид Плотников, Анатолий Попков (4), Валентин Семёнов (2), Юрий Смирнов, Станислав Старченко (7).

- 7. «Локомотив» (Иркутск) (16 игроков): Геннадий Почекутов (3), Юрий Школьный (20) — Игорь Грек (22; 0), Геннадий Конев (19; 3), Александр Найданов (22; 6), Владимир Падалкин (14; 0), Юрий Плеханов (7; 0), Геннадий Почебут (23; 0), Иннокентий Протасов (22; 4), Александр Рыбин (21; 9), Леонид Селищев (3; 0), Владимир Сивоволов (16; 5), Анатолий Терентьев (21; 3), Леонид Терёхин (19; 0), Игорь Хандаев (21; 1), Станислав Эйсбруннер (22; 0).

- 8. «Динамо» (Ленинград) (18 игроков): Анатолий Калинин, Валерий Мозгов — Виталий Гарлоев, Евгений Дергачёв (14), Юрий Захаров, Владимир Кармушев (3), Олег Катин (1), Анатолий Клеймёнов (4), Юрий Козлов, Анатолий Кулёв (3), Виталий Любимов, Игорь Малахов, Владимир Молокоедов, Борис Петрунин, Юрий Савин (2), В. Соколов (1), Юрий Ульянов (5), Евгений Черняев.

- 9. «Труд» (Курск) (18 игроков): Геннадий Андреев, Валерий Белоусов, Иван Овсянников — Евгений Базаров (9), Николай Башмаков, Виктор Букреев, Павел Дроздов, Геннадий Дьяков (2), Михаил Евдокимов (1), Геннадий Забелин (1), Дмитрий Кирсанов (6), Георгий Курдюмов (8), Виктор Малофеев, Сергей Монахов (1), Владимир Ордынец (1), Владимир Родин, Валерий Рылеев (3), Леонард Щеколенко.

- 10. «Динамо» (Алма-Ата) (20 игроков): Юрий Жабин, Владимир Стрекалов — Владимир Алёшин, Казбек Байбулов (3), Сергей Бочкарёв, Лодиар Игнатьев (2), Вячеслав Ильин (1), Валентин Кабанов, Борис Казанцев (2), Константин Косач, Александр Лосев, Юрий Минеев, В. Поладьев (2), Иван Рогачёв (8), Константин Суетнов (3), Владимир Таланов, В. Трегубов, Владимир Тупица, Юрий Фокин, Борис Чехлыстов (4).

- 11. «Шахтёр» (Кемерово) (17 игроков): Виталий Прохоров, Юрий Саломатов — Виктор Баянов (3), Альберт Большаков, Евгений Бондаренко (1), Виктор Волохин (3), Владимир Ворожцов, Юрий Гольцев (4), Герман Девяшин (1), Виктор Жданов, Анатолий Карпунин (2), Алексей Лазовский (6), Владимир Мартынов (2), Владимир Мусохранов, Василий Соловьёв (1), Дмитрий Теплухин, Борис Шумилов.

- 12. «Волга» (Ульяновск) (18 игроков): Геннадий Борисов (3), Игорь Ивонин (22) — Лев Гаврилов (20; 4), Алексей Горин (22; 1), Валерий Егоров (22; 0), Владимир Ерёмин (21; 0), Георгий Лосев (22; 7), Владимир Монахов (22; 9), Геннадий Печканов (21; 0), Олег Плотников (22; 10), Евгений Солдатов (22; 0), Михаил Тонеев (20; 1), Михаил Фокин (20; 3). В составе команды также выступали Владимир Куров, Владимир Михеев (8; 0), Валерий Пименов, Владимир Терехов (4; 0) и Валерий Чугунов (3; 0). 1 мяч в свои ворота забил Альберт Вологжанников «Динамо» (Москва).

Лучший бомбардир — Евгений Папугин («Динамо» (Москва)) — 28 мячей.

## Вторая группа класса "А"
Соревнования прошли с 13 декабря 1964 года по 14 марта 1965 года. Победители подгрупп получили право играть в Первой группе класса "А" в следующем сезоне.

### Первая подгруппа
| М | Команда                | 1       | 2       | 3        | 4       | 5       | 6        | 7       | 8        | В  | Н | П  | Мячи           | О  |
| - | ---------------------- | ------- | ------- | -------- | ------- | ------- | -------- | ------- | -------- | -- | - | -- | -------------- | -- |
| 1 | «Вымпел» (Калининград) |         | 2:2 0:3 | 3:2 2:2  | 1:0 6:4 | 3:0 4:0 | 8:2 2:1  | 3:1 2:0 | 3:2 5:0  | 11 | 2 | 1  | 44 - 19 = + 25 | 24 |
| 2 | «Труд» (Куйбышев)      | 3:0 2:2 |         | 3:0 2:4  | 8:2 3:2 | 6:3 3:0 | 2:0 2:5  | 3:0 1:0 | 4:1 4:3  | 11 | 1 | 2  | 46 - 22 = + 24 | 23 |
| 3 | «Труд» (Красногорск)   | 2:2 2:3 | 4:2 0:3 |          | 7:1 2:1 | 2:0 3:1 | 5:0 2:0  | 8:0 5:1 | 11:1 4:2 | 11 | 1 | 2  | 57 - 17 = + 40 | 23 |
| 4 | «Труд» (Иваново)       | 4:6 0:1 | 2:3 2:8 | 1:2 1:7  |         | 1:0 3:3 | 2:1 1:1  | 0:0 0:2 | 2:2 3:0  | 3  | 4 | 7  | 22 - 36 = - 14 | 10 |
| 5 | «Труд» (Сыктывкар)     | 0:4 0:3 | 0:3 3:6 | 1:3 0:2  | 3:3 0:1 |         | 6:2 0:2  | 4:3 3:1 | 2:2 2:2  | 3  | 3 | 8  | 24 - 37 = - 13 | 9  |
| 6 | «Ракета» (Казань)      | 1:2 2:8 | 5:2 0:2 | 0:2 0:5  | 1:1 1:2 | 2:0 2:6 |          | 1:1 1:1 | 10:1 1:3 | 3  | 3 | 8  | 27 - 36 = - 9  | 9  |
| 7 | «Металлург» (Боровичи) | 0:2 1:3 | 0:1 0:3 | 1:5 0:8  | 2:0 0:0 | 1:3 3:4 | 1:1 1:1  |         | 2:0 3:2  | 3  | 3 | 8  | 15 - 33 = - 18 | 9  |
| 8 | «Труд» (Калуга)        | 0:5 2:3 | 3:4 1:4 | 2:4 1:11 | 0:3 2:2 | 2:2 2:2 | 3:1 1:10 | 2:3 0:2 |          | 1  | 3 | 10 | 21 - 56 = - 35 | 5  |

«Вымпел» (Калининград) (15 игроков): Александр Тареев - 14, Анатолий Ионов - 2; Юрий Лагош - 14 (15), В. Жеглов - 14 (1), Юрий Войкин - 13 (1), Александр Константинов - 13 (11), Евгений Косоруков - 13 (4), Владимир Рябов - 13, Виктор Стариков - 13 (5), Валерий Соколов - 12 (1), Александр Килейников - 10, Владимир Килейников - 10, Юрий Ежов - 9 (6), Владимир Веретенцев - 9, В. Силантьев - 4. Играющий главный тренер − А. В. Константинов.

### Вторая подгруппа
| М | Команда                 | 1       | 2       | 3       | 4       | 5       | 6       | 7       | 8       | В  | Н | П | Мячи           | О  |
| - | ----------------------- | ------- | ------- | ------- | ------- | ------- | ------- | ------- | ------- | -- | - | - | -------------- | -- |
| 1 | «Енисей» (Красноярск)   |         | 2:1 1:3 | 4:0 3:3 | 6:1 3:3 | 5:2 3:4 | 5:0 2:0 | 4:1 4:2 | 9:1 4:0 | 10 | 2 | 2 | 55 - 21 = + 34 | 22 |
| 2 | «Старт» (Горький)       | 3:1 1:2 |         | 7:1 0:2 | 5:2 2:2 | 6:2 2:1 | 3:1 0:1 | 4:1 1:0 | 6:2 1:0 | 10 | 1 | 3 | 41 - 18 = + 23 | 21 |
| 3 | «Труд» (Краснотурьинск) | 3:3 0:4 | 2:0 1:7 |         | 2:3 3:0 | 4:3 0:1 | 1:1 1:1 | 5:3 1:0 | 6:0 3:3 | 6  | 4 | 4 | 32 - 29 = + 3  | 16 |
| 4 | «Родина» (Киров)        | 3:3 1:6 | 2:2 2:5 | 0:3 3:2 |         | 1:1 1:0 | 0:0 +:− | 2:2 1:2 | 3:0 5:0 | 5  | 5 | 4 | 24 - 26 = - 2  | 15 |
| 5 | «Труд» (Шелехов)        | 4:3 2:5 | 1:2 2:6 | 1:0 3:4 | 0:1 1:1 |         | 3:2 1:1 | 1:1 1:4 | 5:1 1:2 | 4  | 3 | 7 | 26 - 33 = - 7  | 11 |
| 6 | «Локомотив» (Оренбург)  | 0:2 0:5 | 1:0 1:3 | 1:1 1:1 | −:+ 0:0 | 1:1 2:3 |         | 3:2 3:2 | 3:3 −:+ | 3  | 5 | 6 | 16 - 23 = - 7  | 11 |
| 7 | «Динамо» (Барнаул)      | 2:4 1:4 | 0:1 1:4 | 0:1 3:5 | 2:1 2:2 | 4:1 1:1 | 2:3 2:3 |         | 2:1 4:5 | 3  | 2 | 9 | 26 - 36 = - 10 | 8  |
| 8 | «Труд» (Бердск)         | 0:4 1:9 | 0:1 2:6 | 3:3 0:6 | 0:5 0:3 | 2:1 1:5 | +:− 3:3 | 5:4 1:2 |         | 3  | 2 | 9 | 18 - 52 = - 34 | 8  |

«Енисей» (Красноярск) (14 игроков): Владимир Литвяков, Юрий Ляпин; В. Артёмов, Борис Бутусин, Владимир Вишневский, Владимир Жилионис, А. Зорин, Е. Каштанов, А. Круговой, В. Лазицкий, Б. Мартыненко, Юрий Непомнющий, В. Поздняков, В. Юношев.

## Класс «Б»
Соревнования в классе «Б» прошли в два этапа.
На первом этапе прошли чемпионаты областей, краёв, городов и АССР.Лучшие команды допускались к зональным соревнованиям. От Подмосковья во второй этап вышел победитель первого круга «Труд» (Томилино).
На втором этапе с 13 по 24 февраля 1965 года прошли зональные соревнования. В них участвовали 48 команд. Не прибыли на соревнования команды 17 регионов: Москвы, Амурской, Брянской, Волгоградской, Воронежской, Калужской, Костромской, Ленинградской, Липецкой, Орловской, Рязанской и Ульяновской областей, Алтайского края, Бурятской, Мордовской, Чувашской и Якутской АССР.
Команды были разбиты на 8 зон.
- Первая зона. (Комсомольск-на-Амуре), Хабаровский край. Победитель «Амур» (Комсомольск-на-Амуре); 5 матчей, 10 очков, мячи 44-4.
- Вторая зона. (Томск). Победитель «Химик» (Кемерово).
- Третья зона. (Воткинск), Удмуртская АССР. Победитель «Уралхиммаш» (Свердловск).
- Четвёртая зона. (Тамбов). Победитель «Труд» (Томилино).
- Пятая зона. (Зеленодольск), Татарская АССР. Победитель «Торпедо» (Сызрань); 9 матчей, 18 очков, мячи 63−6.
- Шестая зона. (Ефремов), Тульская область. Победитель «Химик» (Ефремов).
- Седьмая зона. (Вологда). Победитель «Балтзавод» (Ленинград); 5 матчей, 10 очков, мячи 19−5.
- Восьмая зона. (Петрозаводск). Победитель «Север» (Северодвинск).

### Финальный турнир XIV чемпионата РСФСР
Заключительный этап соревнований состоялся с 1 по 10 марта 1965 года в Сызрани, Куйбышевской области. В нём приняли участие 7 победителей зон. (На финал не прибыл «Химик» (Кемерово).)
| М | Команда                       | 1   | 2   | 3   | 4   | 5   | 6   | 7   | В | Н | П | Мячи          | О  |
| - | ----------------------------- | --- | --- | --- | --- | --- | --- | --- | - | - | - | ------------- | -- |
| 1 | «Торпедо» (Сызрань)           |     | 1:1 | 2:0 | 0:0 | 2:0 | 3:1 | 4:1 | 4 | 2 | 0 | 12 − 3 = + 9  | 10 |
| 2 | «Балтзавод» (Ленинград)       | 1:1 |     | 1:1 | 1:0 | 1:1 | 4:2 | 3:2 | 3 | 3 | 0 | 11 − 7 = + 4  | 9  |
| 3 | «Амур» (Комсомольск-на-Амуре) | 0:2 | 1:1 |     | 0:3 | 3:2 | 4:2 | 6:0 | 3 | 1 | 2 | 14 − 10 = + 4 | 7  |
| 4 | «Труд» (Томилино)             | 0:0 | 0:1 | 3:0 |     | 1:2 | 2:0 | 0:0 | 2 | 2 | 2 | 6 − 3 = + 3   | 6  |
| 5 | «Уралхиммаш» (Свердловск)     | 0:2 | 1:1 | 2:3 | 2:1 |     | 1:1 | 3:2 | 2 | 2 | 2 | 9 − 10 = − 1  | 6  |
| 6 | «Химик» (Ефремов)             | 1:3 | 2:4 | 2:4 | 0:2 | 1:1 |     | 1:0 | 1 | 1 | 4 | 7 − 14 = − 7  | 3  |
| 7 | «Север» (Северодвинск)        | 1:4 | 2:3 | 0:6 | 0:0 | 2:3 | 0:1 |     | 0 | 1 | 5 | 5 − 17 = − 12 | 1  |

- «Торпедо» (Сызрань) (15 игроков): Анатолий Байков (11), Владислав Титов (9) − Пётр Алабердин (15; 31), Виктор Макаров (15; 1), Андрей Ревякин (15, 1), Анатолий Синяк (15), Александр Черников (15; 15), Николай Афонин (14), Владимир Гордеев (14; 4), Валентин Алексеев (13; 10), Александр Пискунов (13; 1), Иван Калабин (12; 11), Вячеслав Макаров (12; 1), Е. Болотин (11), В. Копылов (10; 1).
- «Балтзавод» (Ленинград) (15 игроков): В. Дубарев (10), В. Чернецов (2) − В. Антоник (11), П. Антоник (11; 7), Ю. Арсентьев (11; 3), В. Белов (11; 2), Ю. Васильев (11; 6), А. Егоров (11), Н. Сергеев (11; 7), В. Лебедев (8), В. Любимов (8; 2), С. Тихомиров (8), Д. Иванов (7; 1), В. Кузнецов (6; 1), В. Снетков (5; 1),
- «Амур» (Комсомольск-на-Амуре) (15 игроков): Ю. Брагин (11), С. Чернышов (3) − Н. Берестов (11; 1), В. Болотин (11; 7), Н. Ильин (11), В. Курцаев (11), П. Новосельцев (11; 1), В. Останин (11; 1), А. Родионов (11; 6), И. Савельев (11; 1), В. Старостин (11; 1), А. Хмельницкий (11; 9), В. Гладков (9; 9), Р. Волков (9; 5), С. Горбач (7; 1).